# スピリチュアライズド
スピリチュアライズド（英: Spiritualized）は、イギリスのミュージシャンで、ジェイソン・ピアースを中心とするイギリスのロックバンド。

## 概要
1990年、イングランド中部ラグビーにてスペースメン3の元メンバーを中心に結成。アルバム毎にメンバーチェンジを繰り返しており、結成時のメンバーは1994年の時点でジェイソン・ピアースを除く全員が脱退している。以降もメンバーの加入脱退はあるものの、1999年加入のトニー・フォスター、ジョン・コクソン、トム・エドワーズ、ケビン・ベイルズは2015年現在まで不動のメンバーとなっており、初期に比べて徐々に安定してきている。
1997年に発表したアルバム『宇宙遊泳（英: Ladies and Gentlemen We Are Floating in Space）』は、全英アルバムチャート4位を記録し、英国内ゴールドディスク認定、全世界でプラチナディスクに認定。また、NMEが選ぶ年間ベストアルバム「アルバム・オブ・ザ・イヤー」に選出される。

## 経歴
ジェイソン・ピアースとピーター・ケンバーの対立によるスペースメン3の活動停止に伴い、同バンドメンバーのジェイソン・ピアース、ウィル・カラザース、ジョニー・マットック、マーク・リフォイに加え、ピアースの郷友であるスティーヴ・エヴァンスでスピリチュアライズドを結成。
バンド名はペルノのワインボトル裏に書かれていたテキストから採られた。バンドはほとんどがスペースメン3の元メンバーと言うこともあり、同バンドが所属していたデディケイテッド・レコーズとの契約をそのまま受け継ぐことになった。
スピリチュアライズドとしての最初のリリースはザ・トロッグスのカバー曲「夢をかなえて（Anyway That You Want Me）」で、このレコードの発売によりスペースメン3の分裂は公のものとなった。
1992年、1stアルバム『レイザー・ガイデッド・メロディーズ』を発売。アルバムは2年に渡りラグビーで制作された。1995年には2ndアルバム『ピュア・フェイズ』を発売。1997年に発売された3rdアルバム『宇宙遊泳』で商業的な成功を獲得する。同アルバムにはドクター・ジョンがゲスト参加しており、1998年にはジェイソン・ピアース、マイク・ムーニー、ショーン・クック、デイモン・リース、ティム・ルイスの5人がドクター・ジョンのアルバム『アナザー・ゾーン』に参加した。
2001年9月17日、4thアルバム『レット・イット・カム・ダウン』を発売。全英アルバムチャート3位を記録し、英国レコード産業協会によりシルバーディスク認定を受ける。
2003年9月8日、5thアルバム『アメイジング・グレイス』を発売。このアルバムの制作後にジェイソン・ピアースは特定のできない病により生死をさまよい、長期間の病気療養を余儀なくされる。
2008年5月26日、約4年半ぶりのスタジオ・アルバム『ソングス・イン A&E』を発売。A&Eは「Accident（事故）」と「Emergency（救急）」の頭文字から取ったものであり、自身の入院と病気療養期間を題材として制作された。
2012年4月16日、7thアルバム『スウィート・ハート・スウィート・ライト』をドミノ・レコーズ傘下のレーベル「Double Six Records」から発売。収録曲「So Long You Pretty Thing」ではピアースの11歳（当時）の娘がPoppy Spaceman名義で参加した。

## 音楽性
長いペダルトーンとドローンを特徴とする作風であり、『レイザー・ガイデッド・メロディーズ』と『ピュア・フェイズ』では、ドローンとトレモロによりシューゲイザー的な要素を取り入れた。『宇宙遊泳』はブラックミュージック・ゴスペルやブルースに加え、フィル・スペクターやブライアン・ウィルソンのウォール・オブ・サウンドスタイルの要素を取り入れる。その影響がより顕著になった次作の『レット・イット・カム・ダウン』では、延べ100人を超えるミュージシャンが制作に参加。『アメイジング・グレイス』ではゴスペル、ブルースなどのソウルミュージック色が色濃くなったが、前作とは一転してシンプルな作風になった。

## メンバー
- ジェイソン・ピアース（英: Jason Pierce (J. Spaceman)）：ボーカル、ギター、キーボード

結成以来の中心メンバーであり、スピリチュアライズドを象徴している人物。スペースメン3の元ボーカル、ギター、キーボード。
- トニー・フォスター（英: Tony Foster (Doggen)）：ギター

1999年に加入。イギリスのバンド、ブレイン・ドナーのメンバー。
- ジョン・コクソン（英: John Coxon）：ギター

1999年に加入。イギリスのエレクトロニカユニット、スプリング・ヒール・ジャックのメンバー。
- トム・エドワーズ（英: Tom Edwards）：キーボード、パーカッション

1999年に加入。
- ケビン・ベイルズ（英: Kevin 'Kevlar' Bales）：ドラムス

1999年に加入。ブレイン・ドナーのメンバー。
- トーマス・ウェイン（英: Thomas Wayne）：ベース

2009年に加入。

### 旧メンバー
| 名前                                    | 担当楽器       | 期間            | 備考 |
| --------------------------------------- | -------------- | --------------- | --- |
| マーク・リフォイ Mark Refoy             | ギター         | 1990年 - 1994年 | スペースメン3の元ギターであり、オリジナルメンバーの1人。『ピュア・フェイズ』レコーディング中にバンドを脱退。後にスリップストリームを結成。                               |
| ウィル・カラザース Will Carruthers      | ベース         | 1990年 - 1992年 | スペースメン3の元ベースであり、オリジナルメンバーの1人。 |
| ジョニー・マトック Jon Mattock          | ドラムス       | 1990年 - 1994年 | スペースメン3の元ドラマーであり、オリジナルメンバーの1人。脱退後は、ブリーダーズの作品などでセッションミュージシャンとしての活動を続けた後、ルーピン・ハウルに加入した。 |
| スティーヴ・エヴァンス Steve Evans      | キーボード     | 1990年 - 1992年 | オリジナルメンバーの1人。 |
| ショーン・クック Sean Cook              | ベース         | 1992年 - 1999年 | 加入前はElectraheadというバンドに在籍。『宇宙遊泳』リリース後にバンドを解雇され、ルーピン・ハウルを結成。                                                                |
| ケイト・ラドリー Kate Radley            | キーボード     | 1992年 - 1997年 | 脱退後、リチャード・アシュクロフトと結婚。 |
| マイク・ムーニー Mike Mooney            | ギター         | 1995年 - 1999年 | 加入前はジュリアン・コープのバンドでギターを担当。『宇宙遊泳』リリース後にバンドを解雇され、ルーピン・ハウルを結成。                                                     |
| デイモン・リース Damon Reece            | ドラムス       | 1995年 - 1999年 | 『宇宙遊泳』リリース後にバンドを解雇され、ルーピン・ハウルを結成。 |
| グレッグ・ヘイル Gregg Hale             | ギター         | 1997年 - 1999年 | |
| ティム・ルイス Thighpaulsandra          | キーボード     | 1997年 - 2008年 | 加入前はジュリアン・コープのバンドでキーボードを担当。 |
| レイモンド・ディッカティ Ray Dickaty    | サクソフォーン | 1997年 - 2003年 | 脱退後は、フリージャズグループ、ソーラーファイアトリオで活動。 |
| マーティン・シェラード Martin Schellard | ベース         | 1999年 - 2003年 | 加入前はジュリアン・コープのバンドでストリングスアレンジを担当。 |
| リチャード・ウォレン Richard Warren     | ベース         | 2003年 - 2008年 | |
| ジョニー・エイトケン Jonny Aitken       | ドラムス       | -               | 『アメイジング・グレイス』制作期間中にケビン・ベイルズが病に倒れた際に代役を務めた。                                                                                     |
| サム・フリーマン Sam Freeman            | ベース         | 2008年 - 2009年 | |

## ディスコグラフィ

### スタジオ・アルバム
| 発売日                           | タイトル                                                       | レーベル                                         |
| -------------------------------- | -------------------------------------------------------------- | ------------------------------------------------ |
| ：1992年3月30日 ：2001年12月29日 | Lazer Guided Melodies レイザー・ガイデッド・メロディ           | Dedicated Records Sony Music Japan International |
| ：1995年3月28日 ：2001年12月29日 | Pure Phase ピュア・フェイズ                                    | Dedicated Records Sony Music Japan International |
| ：1997年6月16日 ：1997年7月24日  | Ladies and Gentlemen We Are Floating in Space 宇宙遊泳         | Dedicated Records Sony Music Japan International |
| ：2001年9月17日 ：2001年10月24日 | Let It Come Down レット・イット・カム・ダウン                  | Spaceman Records Sony Music Japan International  |
| ：2003年9月8日 ：2003年12月17日  | Amazing Grace アメイジング・グレイス                           | Spaceman Records Sony Music Japan International  |
| ：2008年5月26日 ：2008年7月9日   | Songs in A&E ソングス・イン A&E                                | Spaceman Records ホステス・エンタテインメント    |
| ：2012年4月16日 ：2012年4月25日  | Sweet Heart Sweet Light スウィート・ハート・スウィート・ライト | Double Six Records ホステス・エンタテインメント  |

### その他
| 発売日                            | 形式             | タイトル                                                                           | レーベル                                         |
| --------------------------------- | ---------------- | ---------------------------------------------------------------------------------- | ------------------------------------------------ |
| ：1998年10月26日 ：1998年11月21日 | ライブ・アルバム | Royal Albert Hall October 10 1997 ライヴ・アット・ザ・ロイヤル・アルバート・ホール | Dedicated Records Sony Music Japan International |
| ：2002年7月20日                   | ミニアルバム     | ドゥ・イット・オール・オーヴァー・アゲイン                                         | Sony Music Japan International                   |
| ：2003年4月15日 ：2003年5月7日    | ベスト・アルバム | The Complete Works: Volume One コンプリート・ワークス Vol.1                        | Spaceman Records Sony Music Japan International  |